# Церква Діви Марії (Лакен)
Лакенська церква Діви Марії (фр. Église Notre-Dame de Laeken, нід. Onze-Lieve-Vrouwekerk van Laken) — римсько-католицька парафіяльна церква, розташована недалеко на південь від Лакенського палацу в історичному районі Лакен в Брюсселі, Бельгія. Фамільна усипальня династії бельгійських королів.

## Історія
Церква була побудована в пам'ять про королеву Луїзу Марію Орлеанську, другу дружину короля Леопольда I за проектом архітектора Жозефа Пуларта. Луїза-Марія, що померла в Остенде 11 жовтня 1850, бажала, щоб її поховали в Лакені. Сусідній королівський палац Лакена був і залиається королівською резиденцією. Леопольд I побажав, щоб церква була побудована в пам'ять про неї і як мавзолей для неї. Молодий  Жозеф Пуларт був обраний для розробки проекту нової церкви (пізніше він прославився як архітектор Палацу правосуддя (Брюссель)).

## Королівська усипальниця
Перший камінь в собор-усипальницю був закладений Леопольдом I в 1854 році. Церква була освячена в 1872 році, але завершена тільки в 1909 році після тривалої перерви в роботі. В усипальниці знаходяться гробниці членів бельгійської королівської сім'ї, в тому числі всіх колишніх бельгійських королів.
У церкві знайшли своє упокоєння:
- Луї-Філіпп (24 липня 1833 — 16 травня 1834) — (син короля Леопольда I);
- Луїза Орлеанська, королева Бельгії (1812—1850) — (дружина короля Леопольда I);
- Леопольд I, король Бельгії (1790—1865);
- Принц Леопольд (12 червня 1859 — 22 січня 1869) — (син короля Леопольда II);
- Принцеса Жозефіна (30 листопада 1870 — 18 грудень 1871) — (дочка принца Філіпа);
- Принц Бодуен (3 червня 1869 — 23 січня 1891) — (син принца Філіпа);
- Марія Генрієтта, королева Бельгії (23 серпня 1836 — 19 вересень 1902) — (дружина короля Леопольда II);
- Філіпп Бельгійський, граф Фландрський (1837—1905);
- Леопольд II, король Бельгії (9 квітня 1835 — 17 грудня 1909);
- Принцеса Марія-Луїза Гогенцоллерн-Зігмарінген (17 листопада 1845 — 26 листопада 1912) — (дружина принца Філіпа);
- Шарлотта Бельгійська, імператриця Мексики (7 червня 1840 — 19 січня 1927) — (дружина імператора Максиміліана I);
- Альберт I, король Бельгії (1875—1934);
- Астрід Шведська, королева Бельгії (17 листопада 1905 — 29 серпня 1935) — (перша дружина короля Леопольда III);
- Єлизавета Баварська, королева Бельгії (25 липня 1876 — 23 листопада 1965) — (дружина короля Альберта I);
- Принц Шарль (10 жовтня 1903 — 1 червня 1983) — (син короля Альберта I);
- Леопольд III, король Бельгії (3 листопада 1901 — 25 вересня 1983);
- Принц Леопольд Еммануель Ліхтенштейнський (20 — 22 травня 1984) — (онук великого герцога Жана Люксембурзького);
- Бодуен I, король Бельгії (7 вересня 1930 — 31 липня 1993);
- Ліліан Байльс (28 листопада 1916 — 7 червня 2002) — (друга дружина короля Леопольда III);
- Принц Олександр (18 липня 1942 — 29 листопада 2009) — (син короля Леопольда III).
- Фабіола де Мора і Арагон, королева Бельгії (11 червня 1928 — 5 грудня 2014) — (дружина короля Бодуена I);

Прилягле до церкви Лакенське кладовище іноді називають «бельгійським Пер Лашезом», оскільки воно є місцем поховання багатьох знаменитих людей.